# Содже, Эфе
Эфебор Питер Содже (англ. Efetobore Peter "Efe" Sodje; родился 5 октября 1972 года в Лондоне, Англия) — нигерийский футболист, защитник известный по выступлениям за «Бери», «Стивенидж Боро», «Кру Александра» и сборной Нигерии. Участник Чемпионата мира 2002 года в Японии и Южной Корее.
Эфе родился и вырос в Лондоне в семье выходцев из Нигерии. У него есть три брата, которые также занимаются спортом. Вместе с Акпо он долго играл за «Хаддерсфилд Таун», а Сэм был партнером Эфебора по национальной команде. Брайт Содже профессиональный игрок в рэгби. Племянник Эфе, Оном также футболист.

## Клубная карьера
Содже начал свою карьеру в клубе «Стивенидж Боро». В сезоне 1995/1996 он помог команде выиграть футбольную конференцию. За три года Эфе провёл за клуб в общей сложности 138 матчей и забил 13 голов. В 1997 году он перешёл в «Маклсфилд Таун», с которым в первом же сезоне занял второе место в третьем английском дивизионе. В 1999 году Содже покинул «Маклсфилд» и без особого успеха выступал за «Лутон Таун» и «Колчестер Юнайтед». В 2000 году он перешёл в «Кру Александра». В новой команде он сразу стал одним из лидеров и благодаря уверенной игре смог завоевать путевку на мировое первенство. В сезоне 2002/2003 Эфе помог команде занял второе место.
В 2003 году Содже перешёл в «Хаддерсфилд Таун». 12 августа в матче Кубка английской лиги против «Дерби Каунти» он дебютировал за новый клуб. За «Хаддерсфилд» Эфе играл со своим братом Акпо. В 2005 году Эфе покинул команду и до 2008 года сменил много клубов, поиграв за «Йовил Таун», «Саутенд Юнайтед», «Джиллингем». В 2008 году Содже подписал соглашение с «Бери», где реанимировал свою карьеру, став одним из лидеров клуба и его играющим тренером. В январе 2012 года в поединке против «Чарльтон Атлетик» Эфе провёл свой пятисотый матч в карьере. В 2013 году он на правах аренды выступал за «Барроу», а летом того же года вернулся в «Маклсфилд Таун», в качестве играющего ассистента тренера.

## Международная карьера
В 2000 году Эфе дебютировал за сборную Нигерии. В том же году он был включен в заявку национальной команды на участие в Кубке африканских наций. Содже завоевал серебро соревнований, но на поле не провёл ни минуты.
В 2002 году Эфе в составе сборной принял участие в Чемпионате мира в Японии и Южной Корее. На турнире он сыграл в матчах против сборной Аргентины и Англии.

## Достижения
Международные
 Нигерия
- Кубок африканских наций — 2000